# Romanian International 2007
Die Romanian International 2007 fanden in Timișoara vom 22. bis zum 25. März 2007 statt. Der Referee war Lajos Csanda aus Ungarn. Das Preisgeld betrug 5.000 US-Dollar. Es war die 9. Austragung dieser internationalen Meisterschaften von Rumänien im Badminton.

## Austragungsort
- Banu Sport Sporthall, FC Ripensia 29

## Finalergebnisse
| Disziplin    | Sieger                           | Finalist                         | Ergebnis          |
| ------------ | -------------------------------- | -------------------------------- | ----------------- |
| Herreneinzel | Sho Sasaki                       | Andre Kurniawan Tedjono          | 21:8 21:12        |
| Dameneinzel  | Tracey Hallam                    | Rosaria Yusfin Pungkasari        | 21:14 21:14       |
| Herrendoppel | Kenichi Hayakawa Kenta Kazuno    | Yulian Hristov Konstantin Dobrev | 21:10 21:13       |
| Damendoppel  | Fiona McKee Charmaine Reid       | Alexandra Milon Florentina Petre | 10:21 22:20 21:19 |
| Mixed        | Valeriy Atrashchenkov Elena Prus | Pavel Florián Martina Benešová   | 21:16 21:12       |